# 拉里莎·拉特尼娜

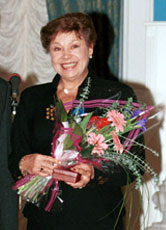
2000年

拉里莎·谢苗诺芙娜·拉特尼娜（俄语：Лариса Семёновна Латынина，1934年12月27日—）是前苏联体操运动员，有「體操皇后」之稱。她生于乌克兰赫尔松，是第一位获得9枚奥运会金牌的女性，曾經以18枚奖牌（9金5银4铜）成為获奥运会奖牌数最多的运动员，該個紀錄於2012年倫敦奧運被美國游泳選手菲比斯以22枚奖牌（18金2银2铜）打破。

## 生平
拉特尼娜最初学习的是芭蕾，在其舞蹈指导离开后转向体操。1953年，拉特尼娜高中毕业并进入了基辅列宁工学院学习并在志愿体育协会继续训练。19岁时，拉特尼娜首次参加国际赛事，在1954年世界体操锦标赛上获团体赛金牌。
从1956年墨尔本奥运会开始，拉特尼娜开始超越匈牙利选手阿格奈什·凯莱蒂，逐渐成为奥运会历史上最成功的体操运动员。在那届奥运会上，拉特尼娜共获得个人全能、团体、跳马和自由体操金牌、高低杠银牌和团体器械操铜牌。
在世界锦标赛取得极其优异的成绩（获6项比赛中的5项冠军）后，拉特尼娜再次在1960年罗马奥运会上大放异彩，获得团体、个人全能和自由体操金牌、高低杠及平衡木银牌和跳马铜牌。
拉特尼娜在1958年世界体操锦标赛和1962年世界体操锦标赛上战胜捷克斯洛伐克选手薇拉·恰斯拉夫斯卡赢得个人全能比赛。作为卫冕冠军，拉特尼娜在1964年东京奥运会上再次获得团体赛和自由体操金牌、个人全能和跳马银牌和高低杠及平衡木铜牌，使个人奥运会奖牌总数达到18枚。
拉特尼娜于1966年世界体操锦标赛后退役，成为苏联国家体操队教练，直到1977年。1980年莫斯科奥运会上，拉特尼娜担任了体操项目的赛事组织者。苏联解体之后，拉特尼娜在日本定居。

## 荣誉
- 1989年获国际奥林匹克委员会颁发的奥林匹克勋章
- 1998年入选国际体操名人堂[1]

## 外部連結
- Life Magazine images
- 国际奥林匹克委员会关于拉里莎·拉特尼娜介绍资料 （页面存档备份，存于）
- 国际体操联合会关于拉里莎·拉特尼娜介绍资料
- Gymn Forum: Complete list of Latynina's competitive results （页面存档备份，存于）
- profile on DatabaseOlympics.com
- （俄文） Larisa Latynina's profile in the Modern Museum of Sports （页面存档备份，存于） includes photos of her and some of her decorations
- Larisa Latynina at Sports Reference
- （西班牙文） Latynina's profile at Perarnau Magazine: Latynina, a butterfly in the Iron Curtain